# 완산 분기점
완산 분기점(完山分岐點, Wansan Junction, 완산JC)은 전북특별자치도 전주시 완산구 색장동에 설치될 예정인 새만금포항고속도로와 순천완주고속도로가 만나는 분기점이다. 2025년 12월에 개통될 예정이다.

## 역사
- 2018년 10월 1일 : 분기점 신설을 위해 전주시 도시계획시설 교통광장에 완산구 색장동 일원을 완산 분기점으로 고시[1]

## 구조물 정보
- 위치 : 전북특별자치도 전주시 완산구 색장동

## 접속하는 노선

### 김제・장수방면
- 새만금포항고속도로

### 순천・완주방면
- 순천완주고속도로